# Universidad Paris-Est Créteil
La Universidad París-Este Créteil (en francés: Université Paris-Est Créteil, UPEC) fue inaugurada en 1970. Es un centro multidisciplinar con sede fundamentalmente en la localidad de Créteil (Valle del Marne). La universidad ofrece formación en derecho, artes y humanidades, ciencias y tecnología, economía y administración de empresas, ciencias de la educación y ciencias sociales. La Universidad del Valle del Marne se compone de siete departamentos y siete institutos situados en Créteil (Val-de-Marne), Sena y Marne, en el distrito 14 de París.

## Historia
Después de la división de la segunda institución académica más antigua del país, la Universidad de París, en trece universidades autónomas distintas, la Universidad del Valle del Marne París XII se fundó el 21 de marzo de 1970. Las instalaciones del Hospital Henri Mondor y las aulas de la Facultad de Medicina fueron las primeras en construirse en 1969, poco antes de levantarse la facultad de Derecho y la Escuela de negocios alojada en la localidad de Saint-Maur-des-Fossés. En 1970 la universidad se ampliaba con la construcción del Centro Créteil. Una nueva ampliación se acometió en 1988, con el centro Tecnológico creado en Sénart y Fontainebleau; en 2005 se construyó la nueva facultad de Derecho, trasladada de Saint-Maur-des-Fossés a Créteil.

## Oferta de estudios

### UFR (Unidades de formación y de investigación)
- Derecho
- Administración
- Literatura
- Medicina
- Negocios y gestión
- Ciencias de la educación
- Ciencias y Tecnología

### Institutos
- Instituto de Administración
- Instituto de Bio Ciencia
- Instituto de Urbanismo
- Instituto de Tecnología en Créteil
- Instituto de Tecnología de Sénart-Fontainebleau
- Instituto de Estudios Educativos
- Escuela Eiffel de Administración